# Брзина хемијске реакције
Брзина хемијске реакције је један од основних појмова хемијске кинетике. Он се користи за изражавање количине реактанта која се троши у јединици времена, или за количину продукта који настаје у јединици времена.
Брзину хемијске реакције као промену концентрације у јединици времена (диференцијал концентрације по времену), могуће је приказати било преко брзине формирања продуката или преко брзине утрошка реактаната. Ако се из реактаната А и B формира продукт C, реакција ће бити приказана једначином
{\displaystyle A+B\to C\,,}
при чему ће брзине бити повезане следећом релацијом
{\displaystyle v_{A}=-{\frac {1}{V}}{\frac {dn_{A}}{dt}}=v_{B}=-{\frac {1}{V}}{\frac {dn_{B}}{dt}}=v_{C}={\frac {1}{V}}{\frac {dn_{C}}{dt}}\,,}
где су  промене броја молова компонената А, B и C у моменту t у запремини V.
Брзина утрошка реактаната по важећој конвенцији обележава се знаком минус (-), а брзина настајања продукта знаком плус (+). Пошто {\displaystyle dn/V} представља промену концентрације, горња једначина се обично пише у облику
{\displaystyle v_{A}=-{\frac {dC_{A}}{dt}}=v_{B}=-{\frac {dC_{B}}{dt}}=v_{C}={\frac {dC_{C}}{dt}}\,,}
где су  промене концентрације компонената ове хемијске реакције.
Димензија брзине хемијске реакције је .
У најопштијем случају, када имамо реакцију у којој α молова супстанце А реагује са β молова супстанце B и даје γ молова супстанце C и δ молова супстанце D,
{\displaystyle \alpha A+\beta B\to \gamma C+\delta D\,,}
брзине нестанка реактаната и настанка продуката изражавају се као
{\displaystyle v=-{\frac {1}{\alpha }}{\frac {d[A]}{dt}}=-{\frac {1}{\beta }}{\frac {d[B]}{dt}}={\frac {1}{\gamma }}{\frac {d[C]}{dt}}={\frac {1}{\delta }}{\frac {d[D]}{dt}}}
где су α, β, γ и δ стехиометријски коефицијенти.

## Увод
Хемијска реакција се одиграва када се реактанти (молекули) сударе. При томе долази до одговарајућих интеракција које доводе до раскидања постојећих и/или успостављања нових веза између реактаната. Минимална енергија коју треба да има један мол реактанта да би судар био успешан односно да би дошло до хемијске реакције, представља енергију активације ({\displaystyle E_{a}}). Што је енергија активације већа, број реактаната који је поседују је мањи, а самим тим мањи је и број успешних судара у јединици времена, па је мања и брзина хемијске реакције. За хемијску реакцију приказану једначином
{\displaystyle \nu _{R}R\to \nu _{P}P\,,}
где је R ознака за реактанте а P за продукте реакције, а {\displaystyle \nu _{R}} и {\displaystyle \nu _{P}} стехиометријски коефицијенти за реактант и продукт респективно, средња брзина прираштаја концентрације реактаната {\displaystyle v_{R}} представља прираштај концентрације реактаната ({\displaystyle \Delta c_{R}}) у одабраном интервалу времена одигравања реакције ({\displaystyle \Delta t}). Средња брзина се може представити релацијом
{\displaystyle v_{R}={\frac {\Delta c_{R}}{\Delta t}}={\frac {c_{R}(t+\Delta t)-c_{R}(t)}{\Delta t}}\,.}
Идентична релација важи и за средњу брзину прираштаја концентрације производа реакције {\displaystyle v_{P}} где {\displaystyle \Delta c_{P}} представља прираштај концентрације производа у датом интервалу времена {\displaystyle \Delta t}. С обзиром на то да се током реакције смањују концентрације реактаната а расту концентрације производа, прираштај концентрације реактаната ће бити негативан а продуката позитиван. Средња брзина реакције {\displaystyle v} у датом интервалу {\displaystyle \Delta t} пропорционална је средњој брзини прираштаја концентрације било ког реактанта или производа реакције. Фактор пропорционалности је стехиометријски коефицијент посматраног реактанта или производа реакције. Из горње једначине следи да ће средња брзина бити
{\displaystyle v=-{\frac {1}{\nu _{R}}}v_{R}={\frac {1}{\nu _{P}}}v_{P}\,.}
Средња брзина хемијске реакције није величина која се може експериментално директно мерити. Она се израчунава тако што се у одређеним интервалима времена одређује концентрација ({\displaystyle c}) реактанта или насталог производа. На основу тих експерименталних података црта се крива која показује како са временом ({\displaystyle t}) опада концентрација реактаната и расте концентрација производа реакције. У одабраним интервалима времена затим се из дијаграма одређује прираштај концентрације и израчунава средња брзина реакције у посматраном интервалу времена.
Ако се интервал времена у коме се одређује прираштај концентрације одабере тако да буде јако мали, да се може сматрати да тежи нули, и ако и прираштај концентрације тежи нули, тада ће количник {\displaystyle \Delta c/\Delta t} представљати брзину хемијске реакције у тренутку {\displaystyle t} односно тренутну брзину реакције. На кривој, на дијаграму {\displaystyle c=f(t)}, овај количник одговара нагибу тангенте у одређеној тачки {\displaystyle dc/dt}, па је тренутна брзина је брзина за дату концентрацију реактанта
{\displaystyle v=\lim _{\Delta t\to 0}C(\Delta t)=\lim _{\Delta t\to 0}{\frac {\Delta c}{\Delta t}}=\lim _{\Delta t\to 0}{\frac {c(t+\Delta t)-c(t)}{\Delta t}}={\frac {dc}{dt}}\,.}
Средња брзина реакције опада са временом због смањења концентрације реактанта. Највећа је на почетку реакције и све је мања што је протекло више времена од почетка реакције.
У кинетичком систему могу се дефинисати различите брзине:
- Почетна брзина: у тренутку {\displaystyle t=0} {\displaystyle v_{A}(0)}, {\displaystyle v_{B}(0)}, {\displaystyle v_{C}(0)}
- Брзина по компоненти реакционог система: {\displaystyle t=t} {\displaystyle v_{A}(t)}, {\displaystyle v_{B}(t)}, {\displaystyle v_{C}(t)}
- Брзина појединачног стадијума: {\displaystyle v_{1}}, {\displaystyle v_{2}}, {\displaystyle v_{3}}...

Реакција {\displaystyle 2A+B\to 2C} одиграва се у два стадијума:
1. {\displaystyle 2A\to A_{2}}
2. {\displaystyle A_{2}+B\to 2C}

Брзине по стадијумима ће бити:
1. {\displaystyle v_{1}=k_{1}[A]^{2}\,}
2. {\displaystyle v_{2}=k_{2}[A_{2}][B]\,}

Брзине по реактантима су:
{\displaystyle -{\frac {dA}{dt}}=2k_{1}[A]^{2}\,,\quad {\frac {dA_{2}}{dt}}=2k_{1}[A]^{2}-k_{2}[A_{2}][B]\,,\quad -{\frac {dB}{dt}}=k_{2}[A_{2}][B]\,,\quad {\frac {dC}{dt}}=2k_{2}[A_{2}][B]\,.}
Сваки стадијум има своју енергију активације, своју константу брзине и своју брзину.
Реакција {\displaystyle 2A+B\to 3C+D} се може одвијати у неколико стадијума:
1. {\displaystyle B\to Y}
2. {\displaystyle Y+A\to D+Z}
3. {\displaystyle Z+A\to 3C\,.}

Ови стадијуми представљају механизам реакције. Из механизма реакције види се да се одвија у три стадијума и да има интермедијере {\displaystyle Y} и {\displaystyle Z}. Реактанти су {\displaystyle A} и {\displaystyle B} а продукти реакције {\displaystyle C} и {\displaystyle D}.
Стехиометрија може бити зависна или независна од времена. Уколико је стехиометрија зависна од времена концентрације интермедијера нису занемарљиве. У току реакције интермедијери настају, њихова концентрација расте а затим се током времена троше. Збир концентрације реактаната није у сваком тренутку једнак збиру концентрација продуката. У равнотежи када се реакција заврши, концентрација интермедијера је блиска нули па важи стехиометријска релација
{\displaystyle 2A+B\to 3C+D\,.}
Уколико је стехиометрија временски независна концентрације интермедијера су јако мале, тако да се могу занемарити.

## Брзина сложене реакције
Готово свака хемијска промена одвија се преко неколико елементарних стадијума. Свеукупност стадијума којима се представља један хемијски процес назива се механизам или кинетичка схема хемијског процеса. Тако хемијска реакција
{\displaystyle 2\mathrm {IBr} \to \mathrm {I_{2}} +\mathrm {Br_{2}} }
има механизам од три елементарна стадијума:
1. {\displaystyle \mathrm {IBr} \to \mathrm {I} +\mathrm {Br} }; {\displaystyle v_{1}=k_{1}[\mathrm {IBr} ]\!} (брз)
2. {\displaystyle \mathrm {IBr} +\mathrm {Br} \to \mathrm {I} +\mathrm {Br_{2}} }; {\displaystyle v_{2}=k_{2}[\mathrm {IBr} ][\mathrm {Br} ]\!} (спор)
3. {\displaystyle \mathrm {I} +\mathrm {I} \to \mathrm {I_{2}} }; {\displaystyle v_{3}=k_{3}[\mathrm {I} ][\mathrm {I} ]\!} (брз).

Сваки стадијум има своју брзину коју карактерише одговарајућа константа брзине. Али укупан процес се такође одвија неком брзином, што се може представити емпиријском једначином облика
{\displaystyle v=k_{e}[\mathrm {IBr} ]^{n}\,.}
Захваљујући разлици између константи појединачних стадијума, могуће је да један стадијум одређује укупну брзину процеса. Ако је један стадијум спорији од других, брзина је одређена брзином тог најспоријег стадијума. Најспорији стадијум се назива одлучујућим стадијумом. Други стадијум механизма дате реакције одиграва се споро док се први и трећи одвијају веома брзо. Константа брзине другог стадијума {\displaystyle k_{2}} је мања од константи {\displaystyle k_{1}} и {\displaystyle k_{3}}. Стога ће други стадијум бити одлучујући и одређиваће укупну брзину процеса.
Ако се процес одвија преко низа стадијума који следе један за другим, укупну брзину процеса одређује онај који се одвија најмањом брзином, најспорији стадијум.
Ако се процес одвија тако да има више стадијума који се одвијају паралелно тада најбржи стадијум одређује укупну брзину процеса:
{\displaystyle v=k[\mathrm {IBr} ][\mathrm {Br} ]\,,}
али пошто је
{\displaystyle [\mathrm {Br} ]=[\mathrm {IBr} ]\!}
тада је
{\displaystyle v=k[\mathrm {IBr} ][\mathrm {IBr} ]=k[\mathrm {IBr} ]^{2}\,,}
па је укупна брзина процеса
{\displaystyle v=k[\mathrm {IBr} ]^{2}\,.}
Укупна брзина процеса зависиће од концентрације реактаната и међусобног односа константи брзина {\displaystyle k_{1}}, {\displaystyle k_{2}}, {\displaystyle k_{3}} реакција у којима учествује интермедијер, јер ће његова тренутна концентрација зависити од свих реакција у којима учествује. Највећи број хемијских процеса има временски промењиву стехиометрију.

## Закон брзине реакције
У општем случају у коме у неком процесу учествује више реактаната, а процес се одвија по механизму који се не зна а који се може приказати следећом стехиометријском једначином
{\displaystyle \alpha A+\beta B\to \gamma C+\delta D\,.}
Брзина хемијске реакције може се изразити емпиријском једначином
{\displaystyle v=k[A]^{l}[B]^{m}\,,}
где је {\displaystyle k} константа брзине реакције, {\displaystyle n=l+m} ред реакције, {\displaystyle l} је ред реакције за реактант А, а {\displaystyle m} је ред реакције за реактант В. Ред реакције може бити цео број {\displaystyle n=0,1,2} или разломак 1/2, 3/2,... У најопштијем случају стехиометријски коефицијенти не представљају ред реакције у односу на појединачни реактант.
Закон брзине представља општи математички модел помоћу кога се описује исход одигравања неке хемијске реакције на основу промена концентрације реактаната и производа реакције у одређеним интервалима времена. Закон брзине се експериментално одређује. Он не пружа информације о променама које се дешавају између појединачних реактаната, већ о укупном исходу свих појединачних интеракција који се манифестује одигравањем посматране хемијске реакције. Свака појединачна промена до које долази услед интеракције реактаната представља стадијум хемијске реакције. Ретко се догађа да се хемијска реакција приказана одговарајућом хемијском једначином, одиграва у једном стадијуму, тако да се само једном елементарном реакцијом реактанти директно преводе у производ. Већина хемијских реакција се одиграва у више стадијума.
Стадијум у коме нема интермедијера назива се елементарни стадијум.
| Молекуларност           | Елементарни стадијум | Закон брзина                  |
| ----------------------- | -------------------- | ----------------------------- |
| мономолекулска реакција | А → продукт          | {\displaystyle v=k[A]}        |
| бимолекулска реакција   | А + А→ продукт       | {\displaystyle v=k[A]^{2}}    |
| бимолекулска реакција   | А + B → продукт      | {\displaystyle v=k[A][B]}     |
| тримолекулска реакција  | A + A + A → продукт  | {\displaystyle v=k[A]^{3}}    |
| тримолекулска реакција  | A + 2B → продукт     | {\displaystyle v=k[A][B]^{2}} |
| тримолекулска реакција  | A + B + C → продукт  | {\displaystyle v=k[A][B][C]}  |

## Кинетички услов једнакости брзина реаговања
Постоје услови када се брзине утрошка реактаната могу изједначити:
{\displaystyle -{\frac {d[A]}{dt}}=-{\frac {d[B]}{dt}}\,.}
Брзина реакције {\displaystyle v=k[A]^{l}[B]^{m}} може се посматрати у два, за кинетику јако важна гранична случаја.
Први кинетички услов — једнакост почетних концентрација: {\displaystyle A_{0}=B_{0}\!}.
Израз за брзину реакције када су почетне концентрације реактаната једнаке је
{\displaystyle v=k[A]^{n}\,,}
где је {\displaystyle n=l+m} укупан ред реакције.
Други кинетички услов — један од реактаната је у великом вишку: {\displaystyle A_{0}\ll B_{0}}. Брзина реакције је дата изразом
{\displaystyle v=k'[A]^{l}\,,}
где је {\displaystyle k'=k[B]^{m}}. Реакција је псеудо {\displaystyle l}-тог реда у односу на реактант А.
Емпиријска кинетичка једначина овог облика је полазна једначина у разматрању непознатог кинетичког система. Пратећи зависност концентрација са временом прво се одређује ред реакције ({\displaystyle l}) у односу на једну компоненту реакционог система, а затим и укупан ред реакције {\displaystyle n=l+m}.

## Фактори који утичу на брзину реакције
Брзина хемијске реакције зависи од природе реактаната, концентрације реактаната, температуре, присуства катализатора, површине чврстог реактанта и у неким случајевима од светлости или других врста зрачења које делују на реактивни систем.

### Утицај концентрације на брзину реакције
Брзина хемијске реакције увек зависи од тренутне концентрације реактаната. Концентрација реактанта опада са временом, тако да се и брзина мења, највећа је на почетку реакције, а како реакција тече брзина је све мања.
На основу праћења промене концентрације реактанта током времена, може се нацртати график зависности {\displaystyle c=f(t)} помоћу кога се одређује почетна брзина реактанта {\displaystyle v_{0}}, тј. брзина у тренутку започињања реакције. Одређивањем почетних брзина реакције за различите почетне концентрације датог реактанта, може се закључити да почетне брзине реакције, па према томе и брзине реакције у ма ком тренутку времена на различит начин зависе од концентрација реактаната. За сваку хемијску реакцију мора се експериментално одредити једначина која описује зависност брзине реакције од концентрације реактаната. Брзина реакције може бити пропорционална концентрацији, квадрату концентрације, квадратном корену концентрације реактаната.
{\displaystyle A\to C}
{\displaystyle v=-{\frac {dc_{A}}{dt}}=kc_{A}}
{\displaystyle v=-{\frac {d[A]}{dt}}={\frac {d[C]}{dt}}=k[A]}
Брзина реакције је пропорциона тренутној концентрацији ректанта.
{\displaystyle A+B\to C}
{\displaystyle v=-{\frac {dc_{A}}{dt}}=-{\frac {dc_{B}}{dt}}=kc_{A}c_{B}}
{\displaystyle v=-{\frac {d[A]}{dt}}=-{\frac {[B]}{dt}}={\frac {d[C]}{dt}}=k[A][B]}
Брзина хемијске реакције је пропорционална квадрату тренутних концентрација реактаната.

### Утицај температуре на брзину хемијске реакције
Експериментално је утврђено да брзина хемијске реакције зависи од температуре. У закону брзине хемијске реакције, та зависност је изражена преко константе брзине реакције чија вредност зависи од температуре. Зависност константе брзине од температуре дата је Аренијусовом једначином
{\displaystyle k=Ae^{{-E_{a}}/{\mathrm {R} T}}\,,}
где је
- — универзална гасна константа (R = 8,314 )
- — предекспоненцијални фактор
- — енергија активације
- — температура (K).

Логаритмовањем Аренијусове једначине добија се израз
{\displaystyle \ln k=\ln A-{\frac {E_{a}}{\mathrm {R} }}{\frac {1}{T}}\,.}
Цртањем дијаграма на коме се на ординату наносе вредности {\displaystyle \ln k} а на апсцису вредности {\displaystyle 1/T} одређује се нагиб праве и вредност енергије активације из ње.
{\displaystyle {\frac {\Delta \ln k}{\Delta 1/T}}=-{\frac {E_{a}}{\mathrm {R} }}\,.}
Пошто је зависност {\displaystyle \ln k} од {\displaystyle 1/T} линеарна, енергија активације је константна и на зависи од температуре. На основу Аренијусове једначине може се закључити да вредност константе брзине расте експоненцијално са порастом температуре. Према томе, са порастом температуре расте и брзина хемијске реакције.

### Утицај катализатора на брзину реакције
Брзина неке хемијске реакције може се повећати ако се у реакциони систем унесе погодан катализатор. Катализатори су супстанце које мењају механизам одигравања реакција. Један од начина да дође до промене механизма неке хемијске реакције је да катализатор ступи у реакцију са реактантом и да тако настане међупроизвод. Међупроизвод се даље може распасти на катализатор и производ реакције или реаговати са другим реактантом дајући финални производ хемијске реакције. У присуству катализатора најспорија елементарна реакција има мању енергију активације од елементарне реакције која одређује брзину реакције у одсуству катализатора. На тај начин се повећава брзина реакције, јер већи број честица поседује енергију која је једнака или већа од ове ниже вредности енергије активације потребне за одигравање реакције у присуству катализатора. Катализатор се током реакције не мења, а довољне су јако мале количине катализатора да би се убрзала реакција. С обзиром на то да катализатор утиче на механизам реакције, не постоје универзални катализатори, већ за сваку хемијску реакцију, или за тип реакције, постоји специфичан катализатор.
Када се катализатор налази у истој фази као и реактанти реч је о хомогеној катализи.
Ако је катализатор чврстој, а реактанти у течној или гасивотој фази, онда је реч о хетерогеној катализи.
Супстанце које интензивно адсорбују на површини чврстих катализатора или неповратно реагују са катализатором и на тај начин онемогућују његово каталичко дејство, називају се каталичким отровима.

### Утицај површине чврстих реактаната на брзину реакције
Хемијска реакција се може одиграти само ако се честице реактаната сударе. Хаотично кретање огромног броја честица у гасовитој фази и растворима омогућује велики број судара у јединици времена, тако да су реакције у већини случајева брзе. Ако се реакција одиграва између честица на граници фаза, таква реакција се назива хетерогена реакција. Број судара између честица, а самим тим и брзина хетерогене реакције, у овом случају зависи од површине додира границе фаза. Површина чврсте супстанце расте са порастом степена уситњености (дисперзности). Зато се смањењем димензија макроскопских честица чврсте супстанце, због пораста површине додира између различитих фаза може повећати брзина реакције.

## Хемијска равнотежа
По закону о дејству маса, који су дали Гулдберг и Ваг, брзина хомогене хемијске реакције сразмерна је активним масама реагујућих супстанци, односно концентрацији сваке врсте подигнутој на степен броја молекула који учествују у реакцији, при чему се узима да је концентрација супстанце у раствору или у гасној фази мерило њене активне масе. Коефицијент сразмерности, који су Гулдберг и Ваг назвали коефицијентом брзине, је константа брзине хемијске реакције.
У најопштијем случају повратну једначину можемо написати у као
{\displaystyle \alpha A+\beta B\Leftrightarrow \gamma C+\delta D\,.}
Брзина прве реакције ће бити дата изразом
{\displaystyle v_{1}=k_{1}[A]^{\alpha }[B]^{\beta }\,,}
а брзина друге, повратне реакције је
{\displaystyle v_{2}=k_{2}[C]^{\gamma }[D]^{\delta }\,,}
где су {\displaystyle A,\ B,\ C,\ D} тренутне концентрације компонената овог система, а {\displaystyle k_{1},\ k_{2}} су константе брзине дате реакције.
У моменту успостављања равнотеже брзине ће бити једнаке ({\displaystyle v_{1}=v_{2}}), па је
{\displaystyle k_{1}[A]^{\alpha }[B]^{\beta }=k_{2}[C]^{\gamma }[D]^{\delta }\,,}
где {\displaystyle [A],\ [B],\ [C],\ [D]} представљају равнотежне концентрације компонената.
{\displaystyle K={\frac {k_{1}}{k_{2}}}={\frac {[C]^{\gamma }[D]^{\delta }}{[A]^{\alpha }[B]^{\beta }}}}
Однос производа равнотежних концентрација продуката и реактаната, подигнут на одговарајуће степене, једнак је односу константи брзина {\displaystyle k_{1}/k_{2}}, односно константи равнотеже {\displaystyle K}. Константа равнотеже не зависи од концентрације реактаната, већ само од односа константи брзина {\displaystyle k_{1}} и {\displaystyle k_{2}}. Повећање концентрације реактаната ће повећати само брзину одговарајуће реакције и њој повратне реакције, док ће константе {\displaystyle K}, {\displaystyle k_{1}} и {\displaystyle k_{2}} остати константне. Брзина сваког појединачног стадијума је сагласно закону о дејству маса, сразмерна тренутним концентрацијама реагујућих врста.